# Бімал Прасад Шрівастав
Бімал Прасад Шрівастав — непальський політик.
Був міністром праці, зайнятості та соціального забезпечення уряду Непалу з 4 червня 2021 року, звільнений з посади Верховним судом 22 червня 2021 року, що зробило його перебування на посаді всього 18 днів і найкоротшим в історії. Також був членом Палати представників (Непал), обраним від Парса-2, провінція № 2. Був кандидатом на посаду мера Бірганджа. Член Президії Федерального соціалістичного форуму.